# گاه‌شماری هولوسن
تقویم هولوسین (به انگلیسی: Holocene calender) تقویمی است که آغاز آن تا حدی با آغاز دوره هولوسین برابر است. فایده این تقویم آن است که تقریباً تمام تاریخ مدون بشر پس از آغاز آن قرار گرفته و پیش از آغاز این تقویم بشر موجودی اولیه و بدون تاریخ بوده‌است. برای آسانی محاسبهٔ تاریخ بر پایهٔ این تقویم، هر چند که هولوسین دقیقاً ده هزار سال پیش آغاز نشده‌است، آغاز این تقویم ۱۰۰۰۰ سال پیش از میلاد در نظر گرفته شده‌است؛ برای مثال سال ۲۰۱۰ بر پایهٔ این تقویم برابر ۱۲۰۱۰ است.